# Sven Jonasson
Sven Jonasson (Borås, 9 luglio 1909 – Varberg, 17 settembre 1984) è stato un calciatore svedese, di ruolo attaccante.

## Carriera
Giocò per tutta la carriera nell'Elfsborg, con cui vinse il campionato svedese nel 1936, nel 1939 e nel 1940.
Detiene i record dell'Allsvenskan per il maggior numero di reti segnate (252) e per il maggior numero di presenze consecutive (344).

## Palmarès

### Club

#### Competizioni nazionali
- Campionato svedese: 3

Elfsborg: 1935-1936, 1938-1939, 1939-1940